# Sans limites (film, 1998)
Pour les articles homonymes, voir Sans limites.
 (mai 2024).
Si vous disposez d'ouvrages ou d'articles de référence ou si vous connaissez des sites web de qualité traitant du thème abordé ici, merci de compléter l'article en donnant les références utiles à sa vérifiabilité et en les liant à la section « Notes et références ».
Pour plus de détails, voir Fiche technique et Distribution.
Sans limites (Without Limits) est un film américain réalisé par Robert Towne et sorti en 1998. Ce film retrace la vie du coureur de fond américain Steve Prefontaine.

## Synopsis
La vie et la mort du célèbre coureur des années 1970 Steve Prefontaine depuis sa jeunesse dans l’Oregon jusqu’à l’Université de l’Oregon où il a travaillé avec le légendaire entraîneur Bill Bowerman, puis aux Jeux olympiques de Munich et à sa mort prématurée à 24 ans dans un accident de voiture.

## Fiche technique
- Titre français : Sans limites
- Titre original : Without Limits
- Réalisation : Robert Towne
- Scénario : Robert Towne et Kenny Moore
- Musique : Randy Miller
- Photographie : Conrad L. Hall
- Montage : Charles Ireland, Robert K. Lambert et Claire Simpson
- Décors : William J. Creber
- Costumes : Grania Preston
- Production : Tom Cruise, Paula Wagner, Kenny Moore et Jonathan Sanger (en)
- Société de production : Cruise/Wagner Productions
- Budget : 25 millions de dollars
- Pays de production : États-Unis
- Format : Couleurs - 2,35:1 - DTS / Dolby Digital / SDDS - 35 mm
- Genre : drame biographique, sport
- Durée : 117 minutes
- Date de sortie :
  - États-Unis : 11 septembre 1998

## Distribution
- Billy Crudup (VF : Damien Boisseau) : Steve Prefontaine
- Donald Sutherland (VF : Jean-Pierre Moulin) : Bill Bowerman
- Monica Potter (VF : Marie-Frédérique Habert) : Mary Marckx
- Jeremy Sisto : Frank Shorter
- Matthew Lillard : Roscoe Devine
- Dean Norris : Bill Dellinger
- Billy Burke : Kenny Moore
- Gabriel Olds : Don Kardong
- Judith Ivey : Barbara Bowerman
- William Mapother : Bob Peters
- Adam Setliff : Mac Wilkins
- Nicholas R. Oleson : Russ Francis
- Lisa Banes : Elfriede Prefontaine
- Frank Shorter : Fred Long

## Autour du film
- Le tournage s'est déroulé à Coos Bay, Cottage Grove, Eugene, Glendora, Heceta Head et Springfield[réf. souhaitée].
- En 1997, le réalisateur Steve James porta une première fois la vie du coureur à l'écran avec Prefontaine.
- Le cinéaste souhaitait initialement Tommy Lee Jones pour le rôle de Bill Bowerman, mais ce dernier déclina la proposition[réf. souhaitée].
- Tom Cruise, producteur du film, avait pensé jouer Prefontaine, mais se rétracta, se considérant finalement trop vieux pour le rôle.

## Bande originale
- Summon the Heroes, composé par John Williams et interprété par The Boston Pops Orchestra
- County Fair, interprété par Joe Walsh
- Tamalpais High, interprété par David Crosby
- Walk on the Wild Side, interprété par Lou Reed
- Do You Know What I Mean, interprété par Lee Michaels
- Can't Get Enough of Your Love, Babe, interprété par Barry White
- Comin' Back to Me, interprété par Jefferson Airplane
- Bugler's Dream, composé par Léo Arnaud
- Yitgadal Veyitkadash, interprété par Rinat Israel National Choir
- Can't Find My Way Home, interprété par Blind Faith
- I Feel Free, interprété par Cream
- John, I'm Only Dancing, interprété par David Bowie
- Badge, composé par George Harrison et Eric Clapton, interprété par Cream
- Rocket Man (I Think It's Going to be a Long Long Time), interprété par Elton John
- The Recruiting Run, composé par Scott Grusin et Seth Grusin
- Montage Number 2, composé par Scott Grusin et Seth Grusin
- Olympic Trials, composé par Scott Grusin et Seth Grusin

## Distinctions
- Nomination au Golden Globe du meilleur second rôle masculin pour Donald Sutherland en 1999.
- Prix du meilleur second rôle masculin pour Donald Sutherland, lors des Satellite Awards 1999.